# Wybory samorządowe na Litwie w 2015 roku
Wybory samorządowe na Litwie w 2015 roku (lit. 2015 m. kovo 1 d. savivaldybių tarybų rinkimai) odbyły się 1 marca 2015 roku. W ich wyniku został wyłoniony skład rad miejskich, gminnych i rejonowych.
Wybory zostały zarządzone przez Sejm Republiki Litewskiej we wrześniu 2014 roku na mocy artykułu 67 pkt 12 konstytucji.
W wyniku wyborów zostało wyłonionych 1524 radnych – o 2 mniej niż w poprzednim głosowaniu z 2011. Po raz pierwszy w historii kraju bezpośrednio przez wyborców wybrani zostali merzy samorządów, co w 2021 roku zostało przez Sąd Konstytucyjny Litwy uznane za niezgodne z konstytucją. W efekcie Sejm Litwy ma przygotować nowy projekt ustawy.